# 불꽃의 투구녀 돗지 단코
《불꽃의 투구녀 돗지 단코》(炎の闘球女 ドッジ弾子)는 《피구왕 통키》(불꽃의 투구아 돗지 단페이, 炎の闘球児 ドッジ弾平)의 후속작으로, 통키(단페이, 弾平)의 딸인 단코(弾子)가 주인공인 스포츠 코믹 만화이다. 작중 단코의 동료 및 라이벌들 역시 대부분 전작 인물들의 딸인 2세물이다.

## 같이 보기
- 피구왕 통키